# Олив, Дэвид
Дэвид Иэн Олив (англ. David Ian Olive; 16 апреля 1937 — 7 ноября 2012) — британский физик-теоретик, специалист в области теории струн, работавший над проблемами суперсимметричных теорий поля, суперструн и теории магнитного монополя.

## Биография
Олив родился в Англии, в графстве Мидлсекс. Базовое образование получил в Королевской высшей школе в Эдинбурге (1943—1955), затем поступил в Эдинбургский университет. Свою диссертацию написал в Колледже Сент-Джон (подразделение Кембриджского университета) под руководством Джона Клейтона Тейлора, получив степень доктора философии в 1963 году. В 1965 он стал преподавателем этого университета, а на следующий год вышла книга «Аналитическая S-матрица» в соавторстве Олива, ставшая одним из важнейших трудов в теории матриц рассеяния.
В 1971 году он принимает решение оставить преподавание и присоединиться к Теоретическому подразделению Европейского Центра ядерных исследований. Группа учёных, в числе которых был Олив, под руководством Даниэля Амати занималась передовыми исследованиями в квантовой физике, которые привели в итоге к формированию теории струн. В 1977 году выходит сразу ряд его статей, оказавших огромное влияние на новую теорию. Работа Дэвида Олива, Фердинандо Глиоцци и Жоэля Шерка позволила произойти «суперструнной революции» и прийти к самому понятию суперструн. Идеи, заложенные в совместных исследованиях с Питером Годдардом и Жаном Нюйтом впоследствии привели ко второй «суперструнной революции». Работа с Клаусом Монтоненом позволила сформировать понятие, известное как дуальность Монтонена — Олива. Через много лет, в 1997 году, за свои достижения в этой области Олив будет награждён Медалью Дирака.
В том же 1977 году Олив возвращается в Англию и становится преподавателем Имперского Колледжа в Лондоне, где в 1984 году получает повышение до профессора. В 1987 он был избран членом Лондонского королевского общества, а через год становится главой Группы теоретической физики Имперского Колледжа. В 1992 году Олив переводится в Университет Суонси, где основывает новую группу по изучению физики элементарных частиц.
Дэвид Олив умер в Кембридже 7 ноября 2012 года. После себя он оставил жену Дженни и двух дочерей, Кэти и Розалинду.